# Ja'akov Gil (1908)
Ja'akov Gil (hebrejsky: יעקב גיל, rodným jménem Ja'akov Lipschitz, Ja'akov Lipšic, יעקב ליפשיץ, žil 1908 – 22. října 1990) byl rabín, sionistický aktivista, izraelský politik a poslanec Knesetu za stranu Všeobecní sionisté.

## Biografie
Narodil se ve městě Tiberias v tehdejší Osmanské říši (dnes Izrael). Studoval základní školu, střední školu a ješivu. Získal osvědčení pro výkon profese rabína. Působil jako rabín v Jeruzalému. Vedl ješivu Ohel Jaakov a Degel ha-Tora a rabínský soud v Tiberiasu (v letech 1931–1933). V letech 1933–1935 byl rabínem v obci Nes Cijona. Během druhé světové války se zapsal do britské armády, kde se stal vrchním rabínem v Židovské brigádě.

## Politická dráha
Byl členem hnutí Mizrachi. V izraelském parlamentu zasedl po volbách v roce 1949, kdy kandidoval za Všeobecné sionisty. Byl členem parlamentního výboru pro veřejné služby, výboru mandátního a výboru práce.